# Metavauxite
La metavauxite è un minerale.